# بين جونسون (لاعب كرة قدم)
بين جونسون (بالإنجليزية: Ben Johnson)‏ (10 فبراير 1977 في الولايات المتحدة - ) هو لاعب كرة قدم أمريكي في مركز الدفاع. لعب مع Charlotte Eagles ‏.

## وصلات خارجية
- بين جونسون على موقع قاعدة بيانات كرة القدم.إي يو (الإنجليزية)